# Seishi Kattō
 (mai 2023).
La mise en forme du texte ne suit pas les recommandations de Wikipédia : il faut le « wikifier ».
Les points d'amélioration suivants sont les cas les plus fréquents. Le détail des points à revoir est peut-être précisé sur la page de discussion.
- Les titres sont pré-formatés par le logiciel. Ils ne sont ni en capitales, ni en gras.
- Le texte ne doit pas être écrit en capitales (les noms de famille non plus), ni en gras, ni en italique, ni en « petit »…
- Le gras n'est utilisé que pour surligner le titre de l'article dans l'introduction, une seule fois.
- L'italique est rarement utilisé : mots en langue étrangère, titres d'œuvres, noms de bateaux, etc.
- Les citations ne sont pas en italique mais en corps de texte normal. Elles sont entourées par des guillemets français : « et ».
- Les listes à puces sont à éviter, des paragraphes rédigés étant largement préférés. Les tableaux sont à réserver à la présentation de données structurées (résultats, etc.).
- Les appels de note de bas de page (petits chiffres en exposant, introduits par l'outil «  Source ») sont à placer entre la fin de phrase et le point final[comme ça].
- Les liens internes (vers d'autres articles de Wikipédia) sont à choisir avec parcimonie. Créez des liens vers des articles approfondissant le sujet. Les termes génériques sans rapport avec le sujet sont à éviter, ainsi que les répétitions de liens vers un même terme.
- Les liens externes sont à placer uniquement dans une section « Liens externes », à la fin de l'article. Ces liens sont à choisir avec parcimonie suivant les règles définies. Si un lien sert de source à l'article, son insertion dans le texte est à faire par les notes de bas de page.
- La présentation des références doit suivre les conventions bibliographiques. Il est recommandé d'utiliser les modèles {{Ouvrage}}, {{Chapitre}}, {{Article}}, {{Lien web}} et/ou {{Bibliographie}}. Le mode d'édition visuel peut mettre en forme automatiquement les références.
- Insérer une infobox (cadre d'informations à droite) n'est pas obligatoire pour parachever la mise en page.

Pour une aide détaillée, merci de consulter Aide:Wikification.
Si vous pensez que ces points ont été résolus, vous pouvez retirer ce bandeau et améliorer la mise en forme d'un autre article.
 (mai 2023).
Seishi Kattō (甲藤 征史, Kattō Seishi), né le 17 octobre 1938, est un réalisateur, producteur et animateur germano-japonais.
Dès la deuxième année du Kōnan Junior High School, il a sérialisé le manga à quatre panneaux "Manga Yokocho" dans "Children's Kochi Newspaper". Lorsqu'il était à l'université, il a été approché par Otogi Production et a rejoint l'entreprise, commençant sa carrière en tant qu'animateur. Après avoir quitté Otogi Production, il rejoint Studio Zero, où il participe à la production de "Obake no Q-Taro" et "Perman". En 1969, il s'installe en Allemagne, où il commence à produire des bandes dessinées, des animations et des illustrations pour les journaux. En 1971, alors qu'il travaille sur la version allemande de Sesame Street, Sesamstrasse, il rencontre Otmar Gutmann.
Après la mort d'Otmar Gutmann en 1993, Kattō a repris la production de Pingu. Il a écrit, produit et réalisé certains des épisodes de Pingu pour les saisons 2, 3 et 4. Kattō et Bruce Timm ont créé les personnages du film Benny le Bossu, un remake animé du roman classique de Victor Hugo de 1831 Notre-Dame de Paris, qui a également été adapté par Disney dans le film de 1996 Le Bossu de Notre-Dame, mettant en scène Esmeralda, Phoebus et Quasimodo, entre autres.
Kattō et Timm ont redessiné Warren (adolescent), Tracy (adolescente), Johnny B. Dead (génie), Gorgool et le Serviteur, entre autres de l'adaptation de Monstre par erreur (en) (1996-2003), film d'animation de Hanna-Barbera et Paramount Pictures, sorti en 2000.